# اکوتکنیک
اکوتکنیک (انگلیسی: Ecotechnics) به‌عنوان «تکنی» بدن‌ها تعریف می‌شود. اکوتکنیک بدن را همچون یک فن‌شناسی می‌داند که شمولیت و گنجاندن طیف جدیدی از بدن‌ها را ممکن می‌کند. این به افراد اختیار و قدرت زیستی بیشتری در استفاده خود از بدنشان می‌دهد. بدن در فلسفه هم به‌عنوان ابژه و هم به‌عنوان سوژه دیده می‌شود. و باعث می‌شود برای نظریه کوئیر و مطالعات ناتوانی قابل استفاده باشد. تعبیری نیز به این اصطلاح به عنوان صنعت خانه اشاره می‌کند.
ژان‌لوک نانسی در طبقه‌بندی بدن به‌عنوان یک شی فنی، نحوه عملکرد آن را با تقسیم اجسام به مناطق و فضاهای خاص خود توضیح داد، که همچنین به چنین اجسامی اجازه می‌دهد با اجسام دیگر ارتباط برقرار کنند. نانسی ادعا می‌کند که فن‌شناسی، تعاملات ما با سایر موجودات جهان را تعیین می‌کند. اکوتکنیک همچنین در مجموعه مقالات سالیوان و موری «در باب فن‌شناسی بدن‌ها» نقش اساسی دارد. برنارد استیگلر بدن و فن‌شناسی را فرآیندی دوگانه می‌بیند: فن‌شناسی و بدن از یکدیگر آگاه می‌شوند. دریدا که هم ایده‌های نانسی و هم استیگلر را توسعه می‌دهد، استدلال می‌کند که «بدن مناسب» به پیوندهای متقابل اضافات فنی دلالت دارد. اکوتکنیک بر خلاف مفهوم ذات‌گرایانه و دوتایی بدن به‌عنوان ابژه‌ای تکنولوژیک است که آن را در پساساختارگرایی قرار می‌دهد. بدن فقط در محیطش قابل درک است و این محیط یک محیط فنی است.